# Арк сир Тил
Арк сир Тил (фр. Arc-sur-Tille) насеље је и општина у источном делу централне Француске у региону Бургоња, у департману Златна обала која припада префектури Дижон.
По подацима из 2011. године у општини је живело 2473 становника, а густина насељености је износила 108,89 становника/km². Општина се простире на површини од 22,71 km². Налази се на средњој надморској висини од 220 метара (максималној 241 m, а минималној 209 m).

## Демографија
| 1962. | 1968. | 1975. | 1982. | 1990. | 1999. | 2011. |
| ----- | ----- | ----- | ----- | ----- | ----- | ----- |
| 800   | 842   | 940   | 1.913 | 1.950 | 2.332 | 2.473 |

График промене броја становника у току последњих година